# Glyptostrobus pensilis
Glyptostrobus pensilis är en cypressväxtart som först beskrevs av George Leonard Staunton och David Don, och fick sitt nu gällande namn av Karl Heinrich Koch. Glyptostrobus pensilis ingår i släktet Glyptostrobus och familjen cypressväxter. IUCN kategoriserar arten globalt som akut hotad. Inga underarter finns listade i Catalogue of Life.

## Bildgalleri

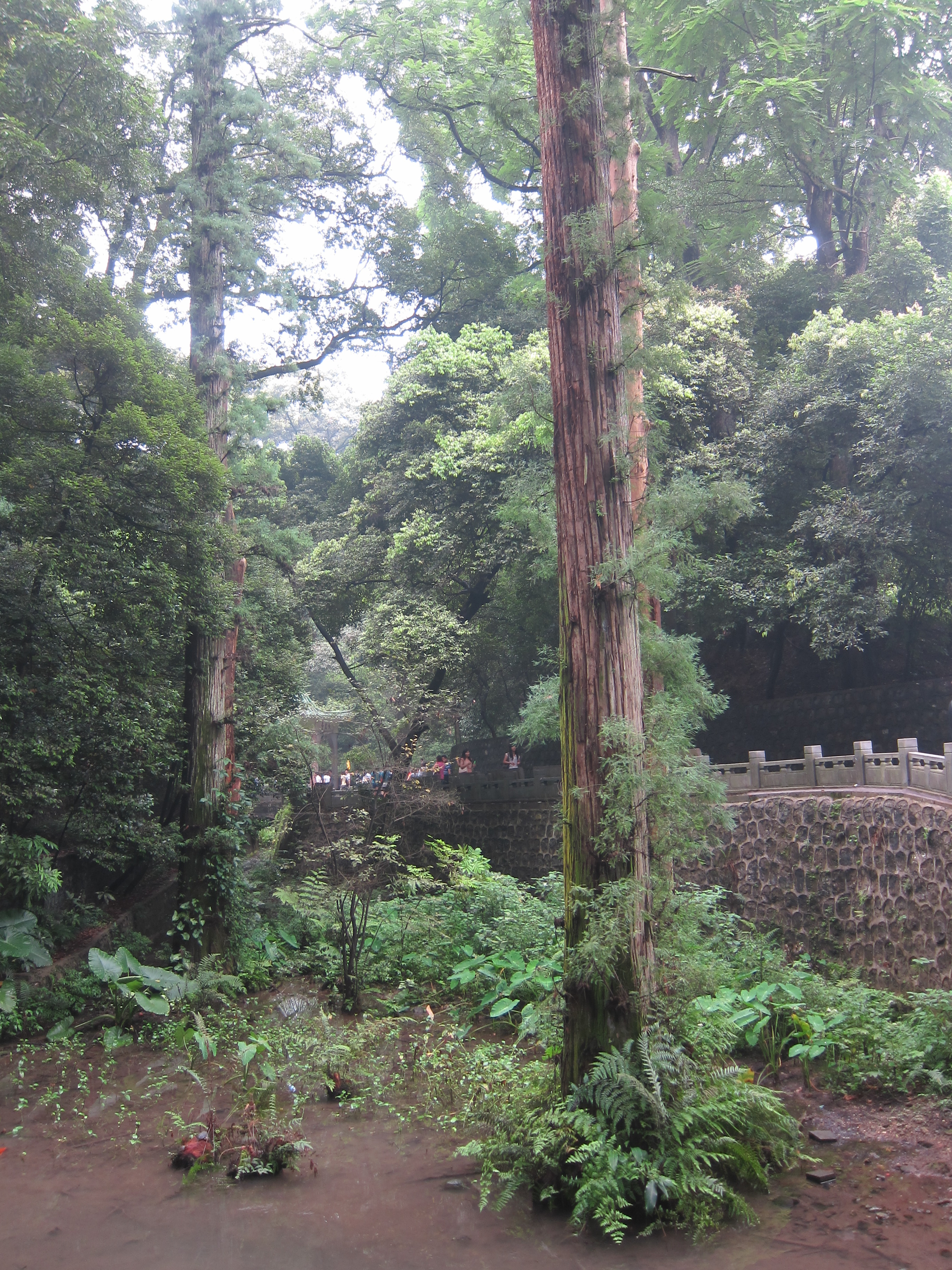
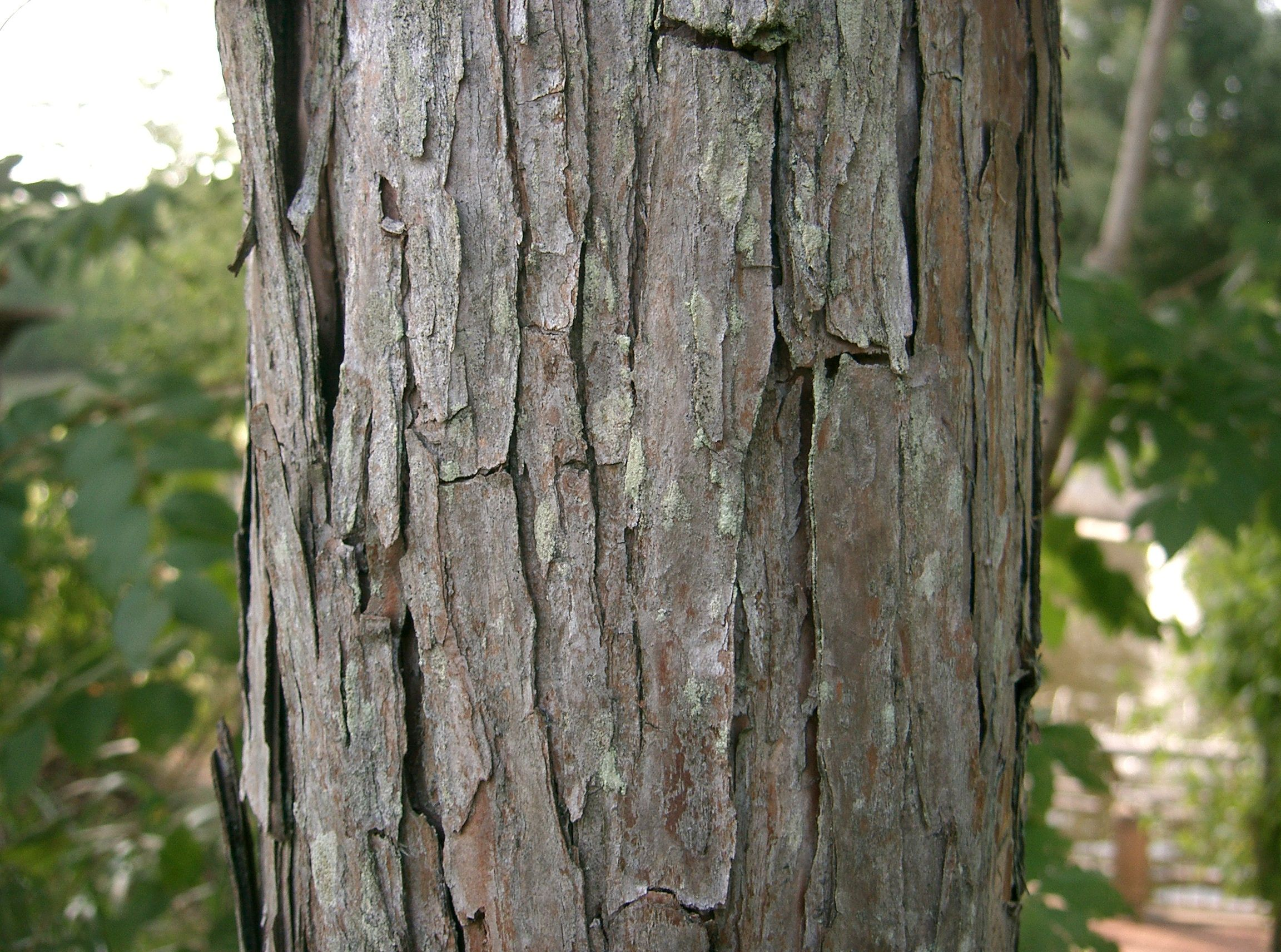